# Gorenje Laknice
Gorenje Laknice este o localitate din comuna Mokronog - Trebelno, Slovenia, cu o populație de 69 de locuitori.